# 513
Năm 513 là một năm trong lịch Julius.